# 홍주중학교
홍주중학교(洪州中學校)는 대한민국 충청남도 홍성군 홍성읍 오관리에 있는 사립 중학교이다.

## 학교 연혁
- 1969년 10월 14일 : 학교법인 월곡학원 설립인가
- 1971년 1월 25일 : 홍주중학교 설립인가
- 1971년 3월 1일 : 초대 김정덕 교장 취임
- 1971년 3월 2일 : 개교 및 입학식
- 2002년 10월 31일 : 신축 교사 개축(20실)
- 2009년 7월 10일 : 학교법인 이규용 이사장 취임
- 2012년 4월 6일 : 신암관 및 급식실 개축
- 2012년 9월 1일 : 학교법인 신암학원으로 개명
- 2014년 6월 10일 : 운동장확장 공사 준공
- 2021년 9월 1일 : 제16대 윤한석 교장 취임
- 2022년 3월 2일 : 혁신학교 지정(4년간)
- 2024년 1월 4일 : 제51회 졸업(86명, 계 10,162명)
- 2024년 3월 4일 : 제54회 입학(94명)

## 참고 자료
- 홍주중학교 - 한국교육학술정보원 학교알리미